# Raadhuis van Ransdorp
Het raadhuis van Ransdorp  is een rijksmonument in het Noord-Hollandse Ransdorp, gemeente Amsterdam. Het pand aan de Dorpsweg 59 werd gebouwd in 1652 en deed dienst als vergaderplaats van de Waterlandse Unie en als raadhuis van Ransdorp tot 1811. Daarna fungeerde het gebouw tot 1921 als gemeentehuis van de gelijknamige gemeente.
Na de annexatie van Ransdorp door Amsterdam op 1 januari 1921 kwam er een hulpsecretarie in het gebouw. Op 1 juli 1921 werd het hulpsecretarie voor de geannexeerde gemeenten in Noord geconcentreerd in het Raadhuis van Buiksloot maar al spoedig verhuisde het naar de Nieuwendammerdijk 327.